# Bermudo III. (León)

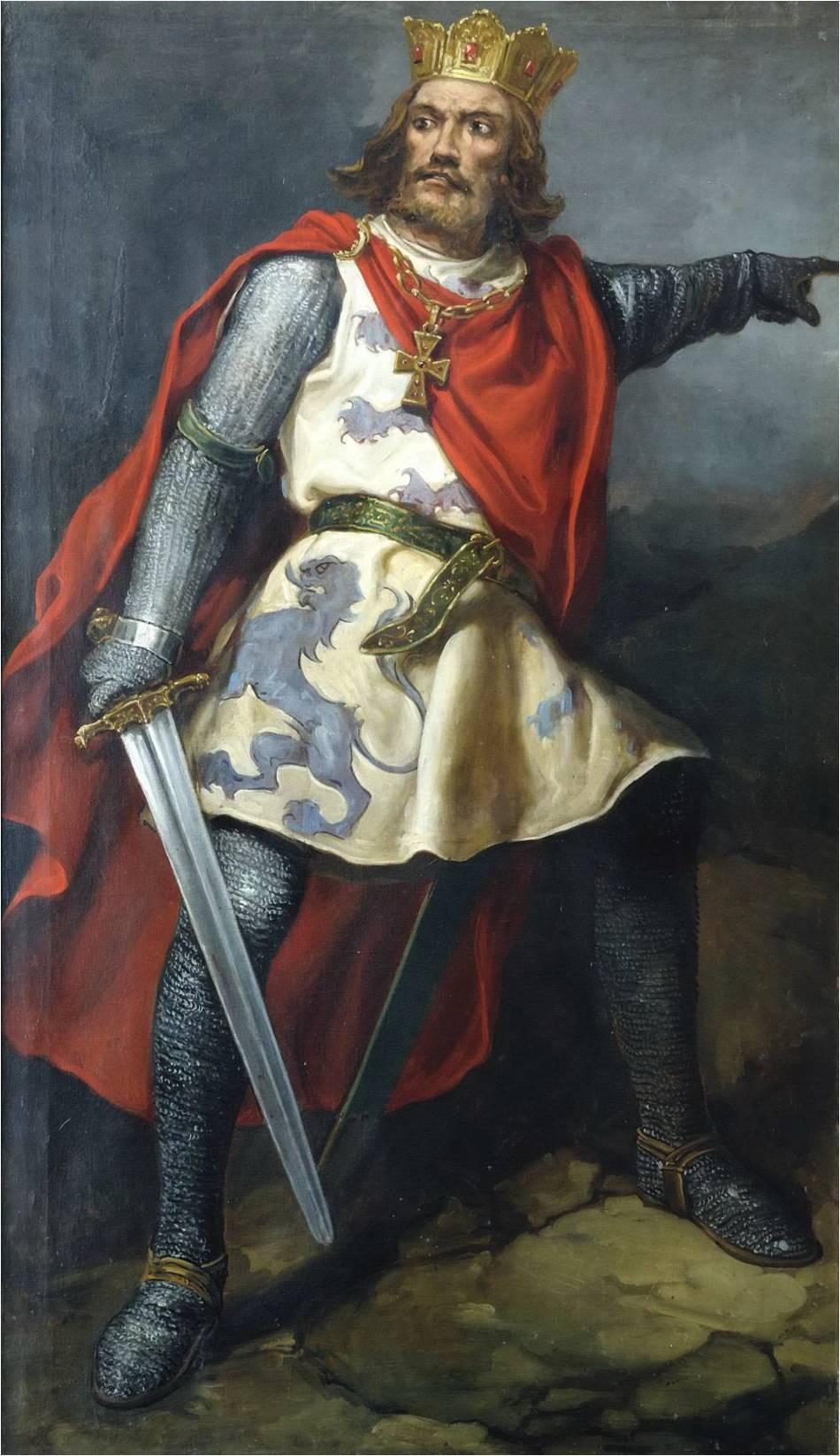
Bermudo III. von León, Historiengemälde von José María Rodríguez de Losada (1826–1896), um 1892–94

Bermudo III. (* 1017; † 1037) war König von León von 1028 bis 1037. 
Der Sohn von Alfons V. bestieg bereits im Alter von 11 Jahren den Thron. Während seiner Regierungszeit erreichte das Nachbarland Navarra unter Sancho III., dem Großen, seine größte Machtentfaltung.
Ein Vorfall in der Hauptstadt León prägte die Zukunft seiner Regierung. Im Jahre 1029 besuchte der kastilische Graf García Sanchez II. die Stadt, um die Schwester Bermudo III. Sancha zu heiraten. Dort angekommen wurde er von Mitgliedern der Familie Vela, als Rache für eine Beleidigung der Familie durch den Vater des Grafen, ermordet.
Da er ohne Nachkommen starb, griff der König von Navarra, Sancho III., kastilisches Gebiet an, um dort seine durch Heirat mit Munia, der Schwester des Getöteten, erworbenen Rechte durchzusetzen. Er eroberte dabei das Gebiet zwischen den Flüssen Cea und Pisuerga. Zur selben Zeit ließ Sancho III. die Vela hinrichten. Schließlich wurde der Sohn Sanchos, Ferdinand I., zum Grafen ernannt. Unter ihm wurde die Grafschaft Kastilien zum Königreich erhoben.
Als er 1032 die Volljährigkeit erreichte, trachtete Bermudo III. danach, die an Navarra verlorenen Gebiete des Königreichs León zurückzuerobern. Er hatte damit allerdings keinen Erfolg. Er versuchte dies erneut durch eine Heirat seiner Schwester Sancha mit Ferdinand I., aber auch dies gelang nicht. Ganz im Gegenteil griff  Sancho III. sein Königreich an und eroberte Astorga und León, Gebiete, die Bermudo erst beim Tod Sanchos III. des Großen zurückerlangte.
Erst später und nach hartem Kampf eroberte er das Land zwischen Pisuerga und Cea zurück. Allerdings fand er in der Schlacht im Valle de Tamarón den Tod, als er versuchte, Tierra de Campos zu erobern. Mit ihm endete die Linie der Nachkommen Don Pelayos. Der Thron ging auf seine Schwester Sancha über, die ihre Rechte an ihren Mann Ferdinand I. abtrat.